# .416 Rigby
El .416 Rigby fue diseñado en 1911 por John Rigby & Company de Londres, Inglaterra, como un cartucho de caza mayor y es el primero en utilizar un arma de fuego con un diámetro de .416. Hasta hace poco, el uso de cartuchos de .416 Rigby fueron confinados sobre todo en África, donde fueron utilizados principalmente para la caza de rinocerontes, elefantes y búfalos.

## Rendimiento
El cartucho es capaz de producir más de 5400 julios de energía a una distancia de 100 m. En comparación, el típico .458 Winchester Magnum dispara una bala de 32 g a 620 m/s y puede mantenerse por encima de los 5400 julios.